# 垣内 (八尾市)
垣内（かいち）は、大阪府八尾市の地名。現行行政地名は垣内一丁目から垣内六丁目と大字垣内。住居表示は未実施。

## 歴史
令制国一覧 > 畿内 > 河内国 > 高安郡 > 垣内村
南側は恩智地区（恩智北町、大字恩智）となるが、垣内地区の産土神である玉祖神社の氏地と恩智神社の氏地がここで分かれる。
かつて周防国から来た玉祖神社の分霊が恩智神社に泊まった際に住吉神の仲介で恩智の氏地を分けてもらうことになり、「朝早く来て鉾を立てた所を氏地分けの場所にしよう。」ということになったため、玉祖神は早く起きて夜が明けるのを待ち、この地に鉾を立てたとの伝承がある。そのため高安郡における玉祖神社の氏地は当地以北の広範囲にわたり、恩智神社の氏地は恩智地区に限定されるようになった。その場所、恩智との境界付近にかつて「白見塚」、「鉾立塚」があった。このような恩智・玉祖両神の関係については『恩智神社文書』『玉祖神社文書』『住吉大社神代記』に記されている。
正保郷帳の写しとされる河内国一国村高控帳では石高は346石余。江戸時代以降、幾度か支配者が変わり、寛文9年に淀藩領となり幕末に至っている。明治以降の市町村制施行で南高安村の大字となる。昭和47年の現住所表記施行時に大阪外環状線より西は高安町南（4～6丁目辺り）に分割された。

## 地理
教興寺地区と恩智地区に挟まれた地域。西は大阪外環状線に接し、東は高安山の南の高台になっている。東高野街道の東側、3 - 5丁目辺りが旧村落。

## 世帯数と人口
2020年（令和2年）3月31日現在（八尾市発表）の世帯数と人口は以下の通りである。
| 大字・丁目       | 世帯数  | 人口    |
| ---------------- | ------- | ------- |
| 垣内・垣内一丁目 | 198世帯 | 401人   |
| 垣内二丁目       | 274世帯 | 759人   |
| 垣内三丁目       | 151世帯 | 362人   |
| 垣内四丁目       | 114世帯 | 284人   |
| 垣内五丁目       | 85世帯  | 202人   |
| 垣内六丁目       | 15世帯  | 35人    |
| 計               | 837世帯 | 2,043人 |

### 人口の変遷
国勢調査による人口の推移。
| 1995年（平成7年）  | 1,860人 | [ 5 ] |  |
| 2000年（平成12年） | 1,996人 | [ 6 ] |  |
| 2005年（平成17年） | 1,997人 | [ 7 ] |  |
| 2010年（平成22年） | 2,091人 | [ 8 ] |  |
| 2015年（平成27年） | 2,059人 | [ 9 ] |  |

### 世帯数の変遷
国勢調査による世帯数の推移。
| 1995年（平成7年）  | 581世帯 | [ 5 ] |  |
| 2000年（平成12年） | 651世帯 | [ 6 ] |  |
| 2005年（平成17年） | 668世帯 | [ 7 ] |  |
| 2010年（平成22年） | 752世帯 | [ 8 ] |  |
| 2015年（平成27年） | 758世帯 | [ 9 ] |  |

## 学区
市立小・中学校に通う場合、学区は以下の通りとなる（2020年5月時点）。
| 大字・丁目 | 番   | 小学校               | 中学校               |
| ---------- | ---- | -------------------- | -------------------- |
| 垣内       | 全域 | 八尾市立南高安小学校 | 八尾市立南高安中学校 |
| 垣内一丁目 | 全域 | 八尾市立南高安小学校 | 八尾市立南高安中学校 |
| 垣内二丁目 | 全域 | 八尾市立南高安小学校 | 八尾市立南高安中学校 |
| 垣内三丁目 | 全域 | 八尾市立南高安小学校 | 八尾市立南高安中学校 |
| 垣内四丁目 | 全域 | 八尾市立南高安小学校 | 八尾市立南高安中学校 |
| 垣内五丁目 | 全域 | 八尾市立南高安小学校 | 八尾市立南高安中学校 |
| 垣内六丁目 | 全域 | 八尾市立南高安小学校 | 八尾市立南高安中学校 |

## 事業所
2016年（平成28年）現在の経済センサス調査による事業所数と従業員数は以下の通りである。
| 大字・丁目         | 事業所数 | 従業員数 |
| ------------------ | -------- | -------- |
| 垣内・垣内一丁目   | 20事業所 | 253人    |
| 垣内二丁目         | 8事業所  | 12人     |
| 垣内三丁目・四丁目 | 16事業所 | 56人     |
| 垣内五丁目         | 5事業所  | 44人     |
| 計                 | 49事業所 | 365人    |

## 施設・旧跡
- 垣内共同墓地
河内七墓の一つ。
- 垣内一里塚
垣内3丁目～6丁目の四つ辻の東側にある一里塚。塚は東塚のみ現存し、一本松が植えられている[12]。東高野街道沿道に現存する一里塚は錦織一里塚（富田林市）こことのみ。
位置：北緯34度37分0.2秒 東経135度38分2.3秒 / 北緯34.616722度 東経135.633972度
- 垣内掩体壕
太平洋戦争時に造られた、4丁目地内に（大阪府内でも唯一）一基のみ残されている[13]掩体壕。
完成当時は間口28m、奥行き21m、高さ6mで大型軍用機を収容でき、約4.5kmの誘導路で大正飛行場と結ばれていた[14]。
私有地にあるため無断立ち入りはできないが西側の道路から眺めることができる。
位置：北緯34度36分52.6秒 東経135度38分7.3秒 / 北緯34.614611度 東経135.635361度
- 垣内公園
- 信貴山大窪寺
- 善光寺
融通念仏宗大念仏寺の末寺で、山号は不断山。所謂「元善光寺」。
- ザ・ダイソー八尾恩智店

## 交通
主要道路
- 国道170号線（大阪外環状線、東高野街道）
- 南高安第118号線 （垣内南交差点～南高安中学校東交差点）

## その他

### 日本郵便
- 郵便番号 : 581-0881[2]（集配局：八尾郵便局[15]）。

## 脚註
1. 1 2 3  “町丁字別人口・世帯数（令和2年3月末日現在）”.   八尾市 (2020年4月9日). 2020年5月6日閲覧。
2. 1 2  “垣内の郵便番号”.  日本郵便. 2019年8月15日閲覧。
3. ↑  “市外局番の一覧”.   総務省. 2019年6月24日閲覧。
4. ↑  “住居表示の実施区域一覧”.   八尾市 (2014年5月19日). 2020年5月6日閲覧。
5. 1 2  “平成7年国勢調査の調査結果(e-Stat) - 男女別人口及び世帯数 －町丁・字等”.   総務省統計局 (2014年3月28日). 2019年8月16日閲覧。
6. 1 2  “平成12年国勢調査の調査結果(e-Stat) - 男女別人口及び世帯数 －町丁・字等”.   総務省統計局 (2014年5月30日). 2019年8月16日閲覧。
7. 1 2  “平成17年国勢調査の調査結果(e-Stat) - 男女別人口及び世帯数 －町丁・字等”.   総務省統計局 (2014年6月27日). 2019年8月16日閲覧。
8. 1 2  “平成22年国勢調査の調査結果(e-Stat) - 男女別人口及び世帯数 －町丁・字等”.   総務省統計局 (2012年1月20日). 2019年8月16日閲覧。
9. 1 2  “平成27年国勢調査の調査結果(e-Stat) - 男女別人口及び世帯数 －町丁・字等”.   総務省統計局 (2017年1月27日). 2019年8月16日閲覧。
10. ↑  “住所からの校区一覧”.   八尾市. 2020年5月6日閲覧。
11. ↑  “平成28年経済センサス－活動調査 / 事業所に関する集計 産業横断的集計 都道府県別結果”.   総務省統計局 (2018年6月28日). 2019年10月23日閲覧。
12. ↑  （かいちいちりづか） 東高野街道（垣内一里塚） - 八尾市観光データベース
13. ↑  大阪唯一の「掩体壕」など 戦争遺跡を辿る案内人の思い（2016年8月15日付 THE PAGE（Yahoo!ニュース））
14. ↑  八尾の史跡（増補版）（NPO法人八尾文化協会）181頁
15. ↑  “郵便番号簿 2019年度版” (PDF).   日本郵便. 2019年11月4日閲覧。